# Legione di Zara
La Legione di Zara era un'unità delle Forze armate fiumane costituita nel dicembre 1920 a Zara; al comando del capitano Vittorio Caliceti, la legione si componeva di tre battaglioni: il Battaglione "Carnaro" del tenente Pietro Del Zoppo, composto da fiumani, il Battaglione Volontari "Francesco Rismondo" del tenente Tonacci, composto da zaratini, e il Battaglione Volontari "Sebenico" del capitano Calavalle, composto da dalmati aggregati alla Legione dal 21 dicembre 1920.
La "Cortellazzo", ringiovanita la sua vecchia mole, salpava in festa per Zara, gremita di Legionari anelanti. E con i granatieri, gli arditi e i bersaglieri v'erano i fanti della 2° compagnia del "Randaccio" al comando del Capitano Blatt sig. Egone, rinforzata da 25 uomini della 1° (Tenente Cortese sig. Antonio) e da 25 uomini della 3° (Tenente Avolio sig. Arturo). [...] La 1° e la 3° compagnia rimaste in Fiume sentirono la delusione amara di chi vuole osare e non può, ed insieme l'orgoglio di vedere ancora una volta i fanti del Randaccio prescelti per l'impresa più audace e più bella.»
(Clino Ricci, "Il Battaglione Randaccio in Fiume d'Italia", Stab. Tipografico de "La Vedetta d'Italia" S. A., Fiume, 1920)

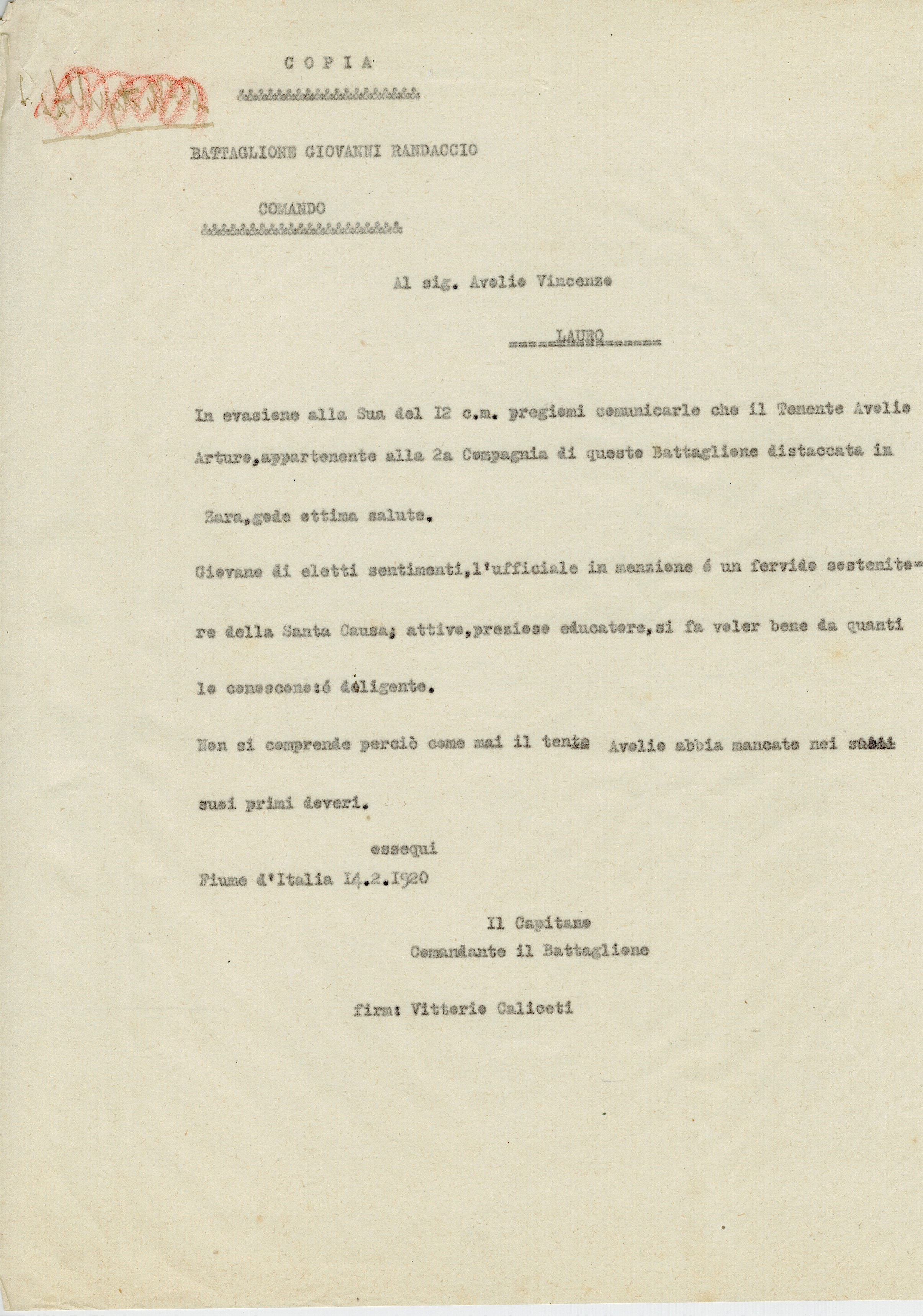
Il capitano Vittorio Caliceti risponde personalmente al padre del Tenente Arturo Avolio che chiedeva informazioni sulla salute del congiunto rappresentando di non ricevere sue notizie da più di due mesi